# Weltkommission für Drogenpolitik
Die Weltkommission für Drogenpolitik (englisch Global Commission on Drug Policy, GCDP) ist eine unabhängige internationale Kommission mit dem erklärten Ziel, Ansätze für eine evidenzbasierte und schadensmindernde Drogenpolitik zu erarbeiten und in die öffentliche Diskussion einzubringen. Das 19-köpfige Gremium wurde im Januar 2011 von hochrangigen Politikern, Geschäftsleuten und Menschenrechtlern gegründet, darunter der ehemalige UN-Generalsekretär Kofi Annan, der ehemalige NATO-Generalsekretär Javier Solana, der ehemalige US-Notenbankchef Paul Volcker, der britische Unternehmer Richard Branson sowie ehemalige Staatsoberhäupter von Brasilien, Kolumbien und Mexiko. Den Vorsitz der Kommission stellt Ruth Dreifuss.
Im Juni desselben Jahres wurde ein erster Bericht veröffentlicht, in dem der Drogenkrieg als gescheitert bezeichnet und Regierungen gemahnt werden, mit legaler Regulierung von Drogen zu experimentieren, um kriminelle Strukturen zu schwächen und kritische Drogenkonsummuster zu vermindern. Außerdem solle der Schwerpunkt der Drogenpolitik von reiner Kriminalitätsbekämpfung hin zu Gesundheits- und Menschenrechtsfragen verlagert werden. Diese Vorschläge wurden sowohl von der US-amerikanischen wie auch der mexikanischen Regierung umgehend abgelehnt, vom ehemaligen US-Präsidenten Jimmy Carter jedoch positiv aufgenommen. Zu einer Kleinen Anfrage der Linksfraktion des Deutschen Bundestages an die Bundesregierung, inwieweit diese die Ergebnisse des Berichts teilt und umzusetzen gedenkt, wurde dahingehend Stellung bezogen, dass man einen ausgewogenen präventionsbasierten Ansatz verfolge, wobei Konsumreduzierung und medizinische sowie Beratungsangebote im Mittelpunkt stehen; man setze einige der Empfehlungen also bereits um.
Nachdem sich die Organisation Amerikanischer Staaten bereits 2013 offiziell über alternative Vorgehensweisen zur gegenwärtigen Prohibitionspolitik geäußert hatte, erschien im September 2014 der zweite Bericht der Kommission. In diesem wurde nochmals die Wichtigkeit politischer Schritte in Richtung legaler Regulierung von Drogen hervorgehoben; weiterhin wurde auf die weltweit schlechte Verfügbarkeit oder Nichtverfügbarkeit von Schmerzmitteln sowie möglicher Mittel gegen psychische Erkrankungen, bedingt durch bestehende Gesetzgebung, hingewiesen. Zwecks effektiver Bekämpfung organisierter Kriminalität wird zudem ein deutlich weitergehender Ansatz als die bloße Dekriminalisierung des Drogenkonsums gefordert, und dies sowohl auf nationaler wie internationaler Ebene.
In einem 2016 erschienenen Bericht steht, die Weltkommission glaube, 
dass für die Aufrechterhaltung der Menschenwürde und Rechtsstaatlichkeit der Besitz von kleinen Mengen und/oder der Konsum überhaupt nicht bestraft werden darf.